# Deserto Sevier

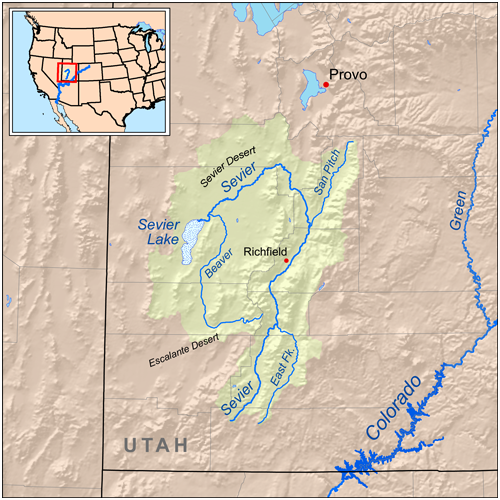
Bacino idrografico del fiume Sevier, 29.980 km² (11.574 sq mi)

Il deserto Sevier (in inglese Sevier Desert, pronuncia /sɛˈvɪər/) è una vasta zona desertica dello Utah centro-occidentale, negli Stati Uniti d'America, localizzata a sud-est del Gran Bacino. È delimitata da deserti a nord, ovest e sud; il suo confine orientale si trova lungo le sequenze di catene montuose e valli sul perimetro del Gran Bacino, con la grande catena dei monti Wasatch lungo l'asse nord-sud e le forme montuose del suolo ad essa associate. Il suo confine orientale è costituito, specificamente, dai monti Tintic Orientali, Gilson e Canyon, nonché dalla massiccia Catena Pavant.
Il deserto Sevier è attraversato dal fiume Sevier che segue un corso tortuoso e scorre fino al lago Sevier nell'estremità sud-ovest del deserto. Il fiume Sevier entra da est scorrendo ad ovest, girando immediatamente a sud-ovest, poi di nuovo ad ovest, per entrare infine nella parte nord del lago Sevier, che ha un orientamento perlopiù sud-sud-ovest.
La sezione sud-est del deserto contiene il campo vulcanico del deserto di Black Rock, con la famosa Pavant Butte, una formazione dei tempi del lago Bonneville. La regione del campo vulcanico è ad ovest di un'importante regione agricola formata da quattro città, da McCornick a Fillmore.
L'Area ricreativa nazionale di Little Sahara è localizzata nel nord-est del deserto.

## Descrizione
Il deserto è lungo circa 169 km (105 mi) nord-sud e largo circa 97 km (60 mi). Il deserto copre una larga sezione del bacino idrografico centro-settentrionale del fiume Sevier (29.980 km² (11.574 sq mi)) e gran parte della metà orientale della contea di Millard (17.680 km² (6.828 sq mi)). Il deserto Sevier prende il nome dal fiume, la cui denominazione è una corruzione di Río Severo ("fiume selvaggio"), un nome locale dato al fiume dai primi esploratori spagnoli per la pericolosità delle sue acque.
A nord e a nord-ovest, il deserto è composto di piccole catene montuose, di alcune valli, di terre piatte e confina con il sud-sudest del deserto del Gran Lago Salato. La catena Dugway e la valle Dugway sul perimetro del Gran Lago Salato confina con la catena Thomas, a sud-est. La catena Thomas e i monti Drum sorgono in direzione ovest rispetto al Sito ricreativo di Little Sahara. Una grande terra piatta dissezionata giace prosciugata in direzione sud-ovest accanto a Cherry Creek Wash. La regione contiene bacini idrici intermittenti, Hogback, Crater Bench e Desert Mountain Reservoir. Anche varie sorgenti e pozzi. È anche il sito di Fumarole Butte, alto 1.609 m (5.278 ft), circa 16 km (10 mi) a est dei Monti Drum.

### Disposizione geografica
Il perimetro occidentale del deserto Sevier ha per la maggior parte un confine nord-sud a causa della Catena House. Il perimetro meridionale del deserto è per la maggior parte est-ovest perché le montagne a sud separano il Sevier dal deserto di Escalante, un deserto approssimativamente a forma di triangolo rinchiuso tra catene montuose e le valli di Escalante e Cedar. La parte orientale del deserto Sevier contiene le comunità che si trovano alle pendici delle catene montuose. Il campo vulcanico del deserto di Black Rock è localizzato ad ovest delle città. La Pavant Valley giace ad ovest della catena Pavant, mentre ad ovest dei monti Canyon si trova Oak Creek Sinks, adiacente ad est del fiume Sevier e ad ovest di Oak City.
Il perimetro nord-orientale del deserto giace alle pendici sud-orientali dei monti Tintic Orientali, noti per la loro attività mineraria. La valle di Tintic, una piccola valle tra i monti Tintic Occidentali, si inserisce a sud-ovest nel deserto Sevier. Adiacenti ad ovest dei Tintic Occidentali, giacciono due ulteriori catene montuose confinanti, Il fianco sud-occidentale dei monti Sheeprock e i monti Simpson, piccoli e circolari, ad ovest.
Nella parte occidentale e sud-occidentale, a ovest della Catena House, si estende il deserto di Ferguson; la Catena Confusion e la valle di Tule si trovano tra la Catena House e il deserto di Ferguson.

## Lista delle città e delle forme del suolo
Quella che segue è una lista delle comunità o delle forme del suolo associate al perimetro settentrionale, meridionale, orientale e occidentale del deserto (vicine alle pendici delle montagne, alle valli, ecc.).
Perimetro occidentale del deserto
- Table Knoll
- Robbers Roost Canyon
- Kells Knolls
- Skull Rock
- Monte Steamboat, Black Hills (contea di Millard)

Perimetro orientale del deserto
- Jericho
- Leamington
- Oak City
- McCornick
- Holden
- Kanosh
- Cove Fort

Perimetro settentrionale del deserto
- Monte Keg
- Allison Knolls

Perimetro meridionale del deserto
- Red Rock Knoll
- Pinnacle Pass

## Strade di accesso
L'Interstatale 15 in Nevada transita attraverso il perimetro sud-orientale del deserto lungo le pendici dei monti. La Strada Statale 257 dello Utah transita a mord, poi a nord-est attraverso la parte centro-orientale del deserto, da Black Rock a Oasis. La U.S. 6 continua a nord-est da Oasis a Jericho e McIntyre, sul perimetro nord-orientale del deserto. La U.S. 6 è anche la strada di accesso all'Area ricreativa di Little Sahara a nord-est.